# Moureaux Point
Moureaux Point är en udde i Antarktis. Den ligger i Sydshetlandsöarna. Argentina, Chile och Storbritannien gör anspråk på området.
Terrängen inåt land är huvudsakligen kuperad, men västerut är den platt. Havet är nära Moureaux Point åt nordost. Trakten är obefolkad. Det finns inga samhällen i närheten. 